# Спортивна гімнастика на літніх Олімпійських іграх 2012 — Вільні вправи (жінки)
Змагання у вільних вправах у рамках турніру зі спортивної гімнастики на літніх Олімпійських іграх 2012 року відбулись 7 серпня 2012 року на Північній арені Гринвіча. У фінальній частині змагань взяли участь вісім спортсменок. Олімпійською чемпіонкою стала американка Елі Рейсмен, для якої ця золота медаль стала другою на іграх. «Срібло» дісталося румунці Кетеліні Понор, а «бронза» — росіянці Алії Мустафін.
Мустафіна набрала однакову кількість балів з італійкою Ванессою Феррарі, проте завдяки вищій оцінці за виконання Алія отримала бронзову медаль (ця нагорода стала четвертою для росіянки на іграх у Лондоні).

## Медалісти
| Золото            | Срібло                   | Бронза                 |
| Елі Рейсмен · США | Кетеліна Понор · Румунія | Алія Мустафіна · Росія |

## Кваліфікація
| Місце | Гімнастка         | Країна    | Складність | Виконання | Сбавка | Сума   | Підсумок |
| ----- | ----------------- | --------- | ---------- | --------- | ------ | ------ | -------- |
| 1     | Елі Рейсмен       | США       | 6.500      | 8.825     |        | 15.325 | Q        |
| 2     | Сандра Ізбаша     | Румунія   | 6.300      | 8.766     |        | 15.066 | Q        |
| 3     | Ванесса Феррарі   | Італія    | 6.200      | 8.700     |        | 14.900 | Q        |
| 4     | Ксенія Афанасьєва | Росія     | 5.900      | 8.933     |        | 14.833 | Q        |
| 4     | Лорен Мітчелл     | Австралія | 6.300      | 8.533     |        | 14.833 | Q        |
| 6     | Джордін Вибер     | США       | 6.000      | 8.766     | 0.1    | 14.666 | Q        |
| 7     | Кетеліна Понор    | Румунія   | 5.900      | 8.700     |        | 14.600 | Q        |
| 8     | Алія Мустафіна    | Росія     | 5.900      | 8.633     | 0.1    | 14.433 | Q        |

## Фінал
| Місце | Спортсмен               | Складність | Виконання | Сбавка | Сума   |
| ----- | ----------------------- | ---------- | --------- | ------ | ------ |
| 1     | Елі Рейсмен (USA)       | 6.500      | 9.100     |        | 15.600 |
| 2     | Кетеліна Понор (ROU)    | 6.200      | 9.000     |        | 15.200 |
| 3     | Алія Мустафіна (RUS)    | 5.900      | 9.000     |        | 14.900 |
| 4     | Ванесса Феррарі (ITA)   | 6.200      | 8.700     |        | 14.900 |
| 5     | Лорен Мітчелл (AUS)     | 6.400      | 8.433     |        | 14.833 |
| 6     | Ксенія Афанасьєва (RUS) | 6.100      | 8.666     | 0.20   | 14.566 |
| 7     | Джордін Вибер (USA)     | 6.100      | 8.500     | 0.10   | 14.500 |
| 8     | Сандра Ізбаша (ROU)     | 5.600      | 8.033     | 0.30   | 13.333 |